# (493) Griseldis
(493) Griseldis es un asteroide perteneciente al cinturón de asteroides descubierto el 7 de septiembre de 1902 por Maximilian Franz Wolf desde el observatorio de Heidelberg-Königstuhl, Alemania.
Está nombrado por Griseldis, un personaje del Decamerón del escritor italiano Giovanni Boccaccio (1313-1373).